# Tân Hương, Đức Thọ
Tân Hương là một xã thuộc huyện Đức Thọ, tỉnh Hà Tĩnh, Việt Nam.
Xã Tân Hương có diện tích 16,79 km², dân số năm 1999 là 1613 người, mật độ dân số đạt 96 người/km².